# Morten Meldal
Morten P. Meldal (nascido em 1954 na Dinamarca) é um químico dinamarquês. Ele é professor de Química na Universidade de Copenhague em Copenhague, Dinamarca. Ele é mais conhecido por desenvolver a reação de clique CuAAC, concorrente, mas independente de Valery V. Fokin e K. Barry Sharpless.
Foi laureado com o Nobel de Química de 2022, juntamente com Carolyn Bertozzi e Barry Sharpless, "pelo desenvolvimento da química do clique e da química bioortogonal".